# Група 47 (награда)
Литературната награда на „Група 47“ (на немски: Preis der Gruppe 47) е учредена през 1949 г. от свободното литературно сдружение Група 47. Присъжда се до 1967 г. като поощрение за още неизвестни немскоезични писатели.
Паричната стойност на наградата варира от 1000 до 7000 западногермански марки в зависимост от спонсорството.

## Носители на наградата
- 1950: Гюнтер Айх – за стихотворения от книгата „Отдалечени дворове“
- 1951: Хайнрих Бьол – за сатирата „Черните овце“
- 1952: Илзе Айхингер – за разказа „Огледална история“
- 1953: Ингеборг Бахман – за четири стихотворениа от книгата „Разсроченото време“
- 1954: Адриан Мориен – за сатирата „Прекаленото гостоприемство прогонва гостите“
- 1955: Мартин Валзер – за разказа „Краят на Темплоне“
- 1958: Гюнтер Грас – за първата глава на романа „Тенекиеният барабан“
- 1962: Йоханес Бобровски – за стихотворения от книгата „Сарматско време“
- 1965: Петер Биксел – за четенето на откъс от романа „Годишните времена“
- 1967: Юрген Бекер – за четенето от ръкопис на „Покрайнини“